# Susanne Moll
Susanne Moll (ur. 27 lipca 1987) – austriacka snowboardzistka. Na mistrzostwach świata najlepszy wynik uzyskała na mistrzostwach w Whistler, gdzie zajęła 20. miejsce w snowcrossie. Najlepsze wyniki w Pucharze Świata osiągnęła w sezonie 2003/2004, kiedy to zajęła 18. miejsce w klasyfikacji generalnej. Jest wicemistrzynią świata juniorów w snowcrossie z 2004 i 2005 r.

## Sukcesy

### Mistrzostwa Świata
| Miejsce | Dzień       | Rok  | Miejscowość | Konkurencja    | Zwycięzca          |
| ------- | ----------- | ---- | ----------- | -------------- | ------------------ |
| 20.     | 16 stycznia | 2005 | Whistler    | Snowboardcross | Lindsey Jacobellis |
| 21.     | 14 stycznia | 2007 | Arosa       | Snowboardcross | Lindsey Jacobellis |
| 21.     | 18 stycznia | 2009 | Kangwŏn     | Snowboardcross | Helene Olafsen     |

### Puchar Świata

#### Miejsca w klasyfikacji generalnej
- 2003/2004 - 18.
- 2004/2005 - -
- 2005/2006 - 122.
- 2007/2008 - 53.
- 2008/2009 - 51.
- 2009/2010 - 122.

#### Miejsca na podium
1. Bardonecchia – 11 marca 2004 (Snowcross) - 3. miejsce